# Salon des Indépendants
De Salon des Indépendants is een Franse kunsttentoonstelling die sinds 1884 elk jaar in Parijs wordt gehouden. Het doel is om het werk samen te brengen van alle kunstenaars die een zekere onafhankelijkheid in hun kunst claimen.
Het evenement wordt gekenmerkt door de afwezigheid van een jury en prijzen, hoewel er wel een toelatingscommissie is. Het werd georganiseerd door de Société des artistes indépendants, opgericht in de zomer van 1884 als reactie op de afwijzing van de jury's van de Salon des artistes français en op het heersende academisme.
In de jaren 1950 legde Fernand Léger uit wat de Salon des Indépendants voor hem betekende:
“Het is vooral een salon van schilders voor schilders [...], een salon voor artistieke expressie [...] de eeuwige vernieuwing [...] is haar bestaansreden. Hier moet plaats zijn voor onderzoekers en hun bekommernissen. [...] De Salon des Indépendants is een salon voor amateurs, [...] de Salon des Inventeurs. [...] De bourgeois die om deze hartkloppingen komen lachen, zullen nooit vermoeden dat zich daar een compleet drama afspeelt, met al zijn vreugden en verhalen. Als ze zich hiervan bewust waren, omdat ze in hun hart goede mensen zijn, zouden ze er met respect binnengaan, als in een kerk”.
De oprichters geloofden ook dat kunst kon bijdragen aan het algemeen welzijn, zoals Paul Signac, een van de initiatiefnemers van het project, het uitdrukte: “Rechtvaardigheid in de sociologie, harmonie in de kunst: hetzelfde”.
De Salon was representatief voor de grote kunststromingen, waaronder pointillisme, nabisme, symbolisme, fauvisme en kubisme.